# エリオン・ジャファ
エリオン・ジャファ（Erion Xhafa, 1982年5月31日 - ）は、アルバニアのサッカー選手。元アルバニア代表。ポジションはディフェンダー。

## 所属クラブ
- KSディナモ・ティラナ　2000-2001
- KSベサ・カバイェ　2001-2002
- KFエルゼニ　2002-2004
- KSディナモ・ティラナ　2004-2007
- KFティラナ　2007-2008
- KSベサ・カバイェ　2008-2009
- KSディナモ・ティラナ　2009-2011
- KFラチ 2011-2012
- KSカストリオティ 2012-2013
- KFバイリス・バルシュ